# 伊達崎村
伊達崎村（だんざきむら）は、福島県伊達郡に存在した村。1955年1月1日、合併して桑折町となったため消滅した。

## 歴史
- 1889年4月1日 - 町村制施行に伴い、それまでの伊達崎村、下郡村、上郡村が統合し成立。
- 1955年1月1日 - 桑折町、睦合村、半田村と対等合併して桑折町となり消滅。